# Saulaspis
Saulaspis is een geslacht van kevers uit de familie bladkevers (Chrysomelidae).
De wetenschappelijke naam van het geslacht werd in 1913 gepubliceerd door Spaeth.

## Soorten
- Saulaspis bistrilineata (Boheman, 1854)
- Saulaspis trivittata Swietojanska, 2002